# Державна рада Республіки Татарстан
Державна рада Республіки Татарстан (тат. Татарстан Республикасының Дәүләт Советы, рос. Государственный Совет Республики Татарстан) — однопалатний парламент Республіки Татарстан, який є постійним вищим представницьким та законодавчим органом державної влади Республіки Татарстан. Складається зі ста депутатів, які обираються на п'ятирічні терміни. Депутатом Державної ради Республіки Татарстан може бути обраний громадянин Російської Федерації, який досяг 21 року.
Державна ради обирається за змішаною виборчою системою: 50 осіб в одномандатних округах та 50 осіб за партійними списками. Бар'єр для партійних списків на виборах 2009 року був підвищений до 7 %, відповідно до аналогічних змін у федеральному виборчому законодавстві.

## Функції
До повноважень парламенту належить внесення змін до Конституції Республіки Татарстан, законодавче регулювання в юрисдикції Республіки Татарстан і в юрисдикції спільній із федеральним урядом, встановлення адміністративно-територіального устрою Республіки Татарстан і порядку його зміни, встановлення порядку організації і діяльності республіканських і місцевих органів влади і управління, затвердження державного бюджету тощо.
Парламент призначає суддів республіканського Конституційного суду, затверджує кандидатури республіканських Прем'єр-міністра, Голови та заступника голови Конституційного суду, обирає мирових суддів, Уповноваженого з прав людини в, погоджує кандидатуру на посаду Прокурора Республіки Татарстан.
Відповідно до статті 82 Конституції Республіки Татарстан, Державну раду очолює Голова Державної ради, він головує на засіданнях законодавчого органу, організовує його роботу, представляє Державну раду в стосунках з іншими органами державної влади Республіки Татарстан, органами місцевого самоврядування, федеральними органами державної влади, парламентами інших держав, громадськими об'єднаннями, здійснює інші повноваження, передбачені Конституцією, законами Республіки Татарстан і Регламентом Державної ради Республіки Татарстан.

## Президія
Відповідно до Регламенту, Президія Державної ради скликає сесії та пленарні засідання Державної ради, організовує підготовку її засідань, готує проєкти порядку денного сесій, координує діяльність постійних та інших комісій, Комітету парламентського контролю Державної Ради, надає допомогу депутатам у здійсненні ними своїх повноважень і забезпечує їх необхідною інформацією, організовує підготовку і проведення народних голосувань (референдумів), а також народних обговорень проєктів законів Республіки Татарстан і інших найбільш важливих питань життя республіки, публікує закони Республіки Татарстан та інші акти, ухвалені Державною радою і її Президією, вирішує інші питання організації роботи Державної ради.
Головою Державної ради Республіки Татарстан чинного VI скликання є Фарід Хайруллович Мухаметшин.